# جرمی انگاکیا
جرمی انگاکیا (انگلیسی: Jeremy Ngakia؛ زادهٔ ۷ سپتامبر ۲۰۰۰) بازیکن فوتبال اهل انگلستان است.
از باشگاه‌هایی که در آن بازی کرده‌است می‌توان به باشگاه فوتبال وستهام یونایتد اشاره کرد.